# Formule 1 v roce 1989
Ve Formuli 1 v roce 1989 se uskutečnilo celkem 16 závodů Grand Prix. Mistrem světa se stal již potřetí Alain Prost s vozem McLaren-Honda MP4/5, Pohár konstruktérů obhájila stáj McLaren.

## Pravidla
V každém závodě bodovalo prvních šest jezdců podle klíče:
- 1. 9 bodů
- 2. 6 bodů
- 3. 4 body
- 4. 3 body
- 5. 2 body
- 6. 1 bod

## Velké ceny
| Datum              | Grand Prix                                  | Náhled | Akce              | Jezdec                 | Vůz                   | Stav MS       |
| ------------------ | ------------------------------------------- | ------ | ----------------- | ---------------------- | --------------------- | ------------- |
| 1. GP 26. březen   | Brazílie Interlagos (Výsledky)              |        | Závod             | Nigel Mansell          | Ferrari 640           | Nigel Mansell |
| 1. GP 26. březen   | Brazílie Interlagos (Výsledky)              | Kolo   | Riccardo Patrese  | Williams-Renault FW13  |                       | Nigel Mansell |
| 1. GP 26. březen   | Brazílie Interlagos (Výsledky)              | Pole   | Ayrton Senna      | McLaren-Honda MP4/5    |                       | Nigel Mansell |
| 2. GP 23. duben    | San Marino Imola (Výsledky)                 |        | Závod             | Ayrton Senna           | McLaren-Honda MP4/5   | Alain Prost   |
| 2. GP 23. duben    | San Marino Imola (Výsledky)                 | Kolo   | Alain Prost       | McLaren-Honda MP4/5    |                       | Alain Prost   |
| 2. GP 23. duben    | San Marino Imola (Výsledky)                 | Pole   | Ayrton Senna      | McLaren-Honda MP4/5    |                       | Alain Prost   |
| 3. GP 7. květen    | Monako Circuit de Monaco (Výsledky)         |        | Závod             | Ayrton Senna           | McLaren-Honda MP4/5   | Ayrton Senna  |
| 3. GP 7. květen    | Monako Circuit de Monaco (Výsledky)         | Kolo   | Alain Prost       | McLaren-Honda MP4/5    |                       | Ayrton Senna  |
| 3. GP 7. květen    | Monako Circuit de Monaco (Výsledky)         | Pole   | Ayrton Senna      | McLaren-Honda MP4/5    |                       | Ayrton Senna  |
| 4. GP 28. květen   | Mexiko Hermanos Rodríguez (Výsledky)        |        | Závod             | Ayrton Senna           | McLaren-Honda MP4/5   | Ayrton Senna  |
| 4. GP 28. květen   | Mexiko Hermanos Rodríguez (Výsledky)        | Kolo   | Nigel Mansell     | Ferrari 640            |                       | Ayrton Senna  |
| 4. GP 28. květen   | Mexiko Hermanos Rodríguez (Výsledky)        | Pole   | Ayrton Senna      | McLaren-Honda MP4/5    |                       | Ayrton Senna  |
| 5. GP 4. červen    | USA Phoenix (Výsledky)                      |        | Závod             | Alain Prost            | McLaren-Honda MP4/5   | Alain Prost   |
| 5. GP 4. červen    | USA Phoenix (Výsledky)                      | Kolo   | Ayrton Senna      | McLaren-Honda MP4/5    |                       | Alain Prost   |
| 5. GP 4. červen    | USA Phoenix (Výsledky)                      | Pole   | Ayrton Senna      | McLaren-Honda MP4/5    |                       | Alain Prost   |
| 6. GP 18. červen   | Kanada Circuit Gilles Villeneuve (Výsledky) |        | Závod             | Thierry Boutsen        | Williams-Renault FW13 | Alain Prost   |
| 6. GP 18. červen   | Kanada Circuit Gilles Villeneuve (Výsledky) | Kolo   | Jonathan Palmer   | Tyrrell-Ford 018       |                       | Alain Prost   |
| 6. GP 18. červen   | Kanada Circuit Gilles Villeneuve (Výsledky) | Pole   | Alain Prost       | McLaren-Honda MP4/5    |                       | Alain Prost   |
| 7. GP 9. červenec  | Francie Paul-Ricard (Výsledky)              |        | Závod             | Alain Prost            | McLaren-Honda MP4/5   | Alain Prost   |
| 7. GP 9. červenec  | Francie Paul-Ricard (Výsledky)              | Kolo   | Maurício Gugelmin | Benetton-Ford B189 881 |                       | Alain Prost   |
| 7. GP 9. červenec  | Francie Paul-Ricard (Výsledky)              | Pole   | Alain Prost       | McLaren-Honda MP4/5    |                       | Alain Prost   |
| 8. GP 16. červenec | Velká Británie Silverstone (Výsledky)       |        | Závod             | Alain Prost            | McLaren-Honda MP4/5   | Alain Prost   |
| 8. GP 16. červenec | Velká Británie Silverstone (Výsledky)       | Kolo   | Nigel Mansell     | Ferrari 640            |                       | Alain Prost   |
| 8. GP 16. červenec | Velká Británie Silverstone (Výsledky)       | Pole   | Ayrton Senna      | McLaren-Honda MP4/5    |                       | Alain Prost   |
| 9. GP 30. červenec | Německo Hockenheimring (Výsledky)           |        | Závod             | Ayrton Senna           | McLaren-Honda MP4/5   | Alain Prost   |
| 9. GP 30. červenec | Německo Hockenheimring (Výsledky)           | Kolo   | Ayrton Senna      | McLaren-Honda MP4/5    |                       | Alain Prost   |
| 9. GP 30. červenec | Německo Hockenheimring (Výsledky)           | Pole   | Ayrton Senna      | McLaren-Honda MP4/5    |                       | Alain Prost   |
| 10. GP 13. srpen   | Maďarsko Hungaroring (Výsledky)             |        | Závod             | Nigel Mansell          | Ferrari 640           | Alain Prost   |
| 10. GP 13. srpen   | Maďarsko Hungaroring (Výsledky)             | Kolo   | Nigel Mansell     | Ferrari 640            |                       | Alain Prost   |
| 10. GP 13. srpen   | Maďarsko Hungaroring (Výsledky)             | Pole   | Riccardo Patrese  | Williams-Renault FW13  |                       | Alain Prost   |
| 11. GP 27. srpen   | Belgie Spa-Francorchamps (Výsledky)         |        | Závod             | Ayrton Senna           | McLaren-Honda MP4/5   | Alain Prost   |
| 11. GP 27. srpen   | Belgie Spa-Francorchamps (Výsledky)         | Kolo   | Alain Prost       | McLaren-Honda MP4/5    |                       | Alain Prost   |
| 11. GP 27. srpen   | Belgie Spa-Francorchamps (Výsledky)         | Pole   | Ayrton Senna      | McLaren-Honda MP4/5    |                       | Alain Prost   |
| 12. GP 10. září    | Itálie Monza (Výsledky)                     |        | Závod             | Alain Prost            | McLaren-Honda MP4/5   | Alain Prost   |
| 12. GP 10. září    | Itálie Monza (Výsledky)                     | Kolo   | Alain Prost       | McLaren-Honda MP4/5    |                       | Alain Prost   |
| 12. GP 10. září    | Itálie Monza (Výsledky)                     | Pole   | Ayrton Senna      | McLaren-Honda MP4/5    |                       | Alain Prost   |
| 13. GP 24. září    | Portugalsko Estoril (Výsledky)              |        | Závod             | Gerhard Berger         | Ferrari 640           | Alain Prost   |
| 13. GP 24. září    | Portugalsko Estoril (Výsledky)              | Kolo   | Gerhard Berger    | Ferrari 640            |                       | Alain Prost   |
| 13. GP 24. září    | Portugalsko Estoril (Výsledky)              | Pole   | Ayrton Senna      | McLaren-Honda MP4/5    |                       | Alain Prost   |
| 14. GP 1. říjen    | Španělsko Jerez (Výsledky)                  |        | Závod             | Ayrton Senna           | McLaren-Honda MP4/5   | Alain Prost   |
| 14. GP 1. říjen    | Španělsko Jerez (Výsledky)                  | Kolo   | Ayrton Senna      | McLaren-Honda MP4/5    |                       | Alain Prost   |
| 14. GP 1. říjen    | Španělsko Jerez (Výsledky)                  | Pole   | Ayrton Senna      | McLaren-Honda MP4/5    |                       | Alain Prost   |
| 15. GP 22. říjen   | Japonsko Suzuka (Výsledky)                  |        | Závod             | Alessandro Nannini     | Benetton-Ford B189    | Alain Prost   |
| 15. GP 22. říjen   | Japonsko Suzuka (Výsledky)                  | Kolo   | Alain Prost       | McLaren-Honda MP4/5    |                       | Alain Prost   |
| 15. GP 22. říjen   | Japonsko Suzuka (Výsledky)                  | Pole   | Ayrton Senna      | McLaren-Honda MP4/5    |                       | Alain Prost   |
| 16. GP 5. listopad | Austrálie Adelaide (Výsledky)               |        | Závod             | Thierry Boutsen        | Williams-Renault FW13 | Alain Prost   |
| 16. GP 5. listopad | Austrálie Adelaide (Výsledky)               | Kolo   | Satoru Nakadžima  | Lotus-Judd 101         |                       | Alain Prost   |
| 16. GP 5. listopad | Austrálie Adelaide (Výsledky)               | Pole   | Ayrton Senna      | McLaren-Honda MP4/5    |                       | Alain Prost   |